# Flughafen Lappeenranta

i8
i11
i13
Der Flughafen Lappeenranta (IATA-Code: LPP, ICAO-Code: EFLP) ist ein finnischer Flughafen in der Gemeinde Lappeenranta.  Betrieben wird der Flughafen wie fast alle Flughäfen in Finnland von der Gesellschaft Finavia.

## Lage
Der Flughafen befindet sich etwa 2 km westlich der Stadt Lappeenranta direkt an den Staatsstraßen 6 und 13. Mit der Buslinie 4 ist der Flughafen in den örtlichen ÖPNV eingebunden.